# Quetteville
Quetteville ist eine französische Gemeinde mit 398 Einwohnern (Stand: 1. Januar 2022) im Département Calvados in der Region Normandie. Sie gehört zum Arrondissement Lisieux und zum Kanton Honfleur-Deauville. Die Einwohner werden Quettevillais genannt.

## Geografie
Quetteville liegt etwa 16 Kilometer südöstlich von Le Havre. Die Morelle begrenzt die Gemeinde im Osten. Umgeben wird Quetteville von den Nachbargemeinden Genneville im Westen und Norden, Manneville-la-Raoult im Nordosten, Beuzeville im Osten und Süden sowie Saint-Benoît-d’Hébertot im Süden und Südwesten.

## Bevölkerungsentwicklung
| Jahr                       | 1962 | 1968 | 1975 | 1982 | 1990 | 1999 | 2006 | 2019 |
| Einwohner                  | 311  | 303  | 251  | 221  | 263  | 295  | 367  | 391  |
| Quellen: Cassini und INSEE |      |      |      |      |      |      |      |      |

## Sehenswürdigkeiten
- Kirche Saint-Laurent aus dem 11. Jahrhundert

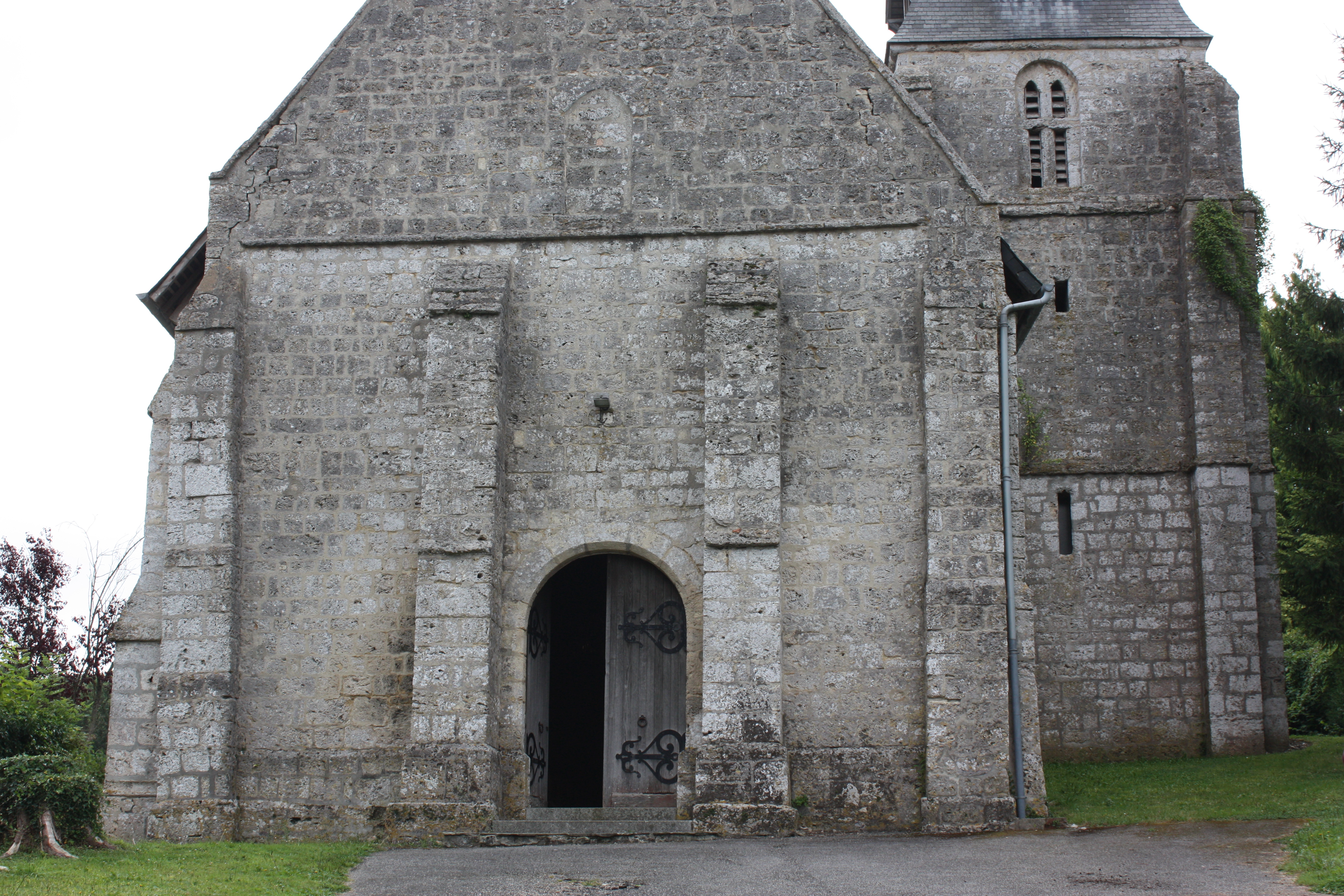
Kirche Saint-Laurent